# Lucilia spectabilis
Lucilia spectabilis är en tvåvingeart som beskrevs av Robineau-desvoidy 1863. Lucilia spectabilis ingår i släktet Lucilia och familjen spyflugor.
Artens utbredningsområde är Frankrike. Inga underarter finns listade i Catalogue of Life.